# Pseudophyx callipepla
Pseudophyx callipepla är en fjärilsart som beskrevs av Bethune-Baker 1916. Pseudophyx callipepla ingår i släktet Pseudophyx och familjen nattflyn. Inga underarter finns listade.